# Órdenes de magnitud (volumen)

Las cajas muestran diferentes volúmenes desde 1 hasta 1000 unidades cúbicas

Para ayudar a comparar diferentes órdenes de magnitud de volumen, la siguiente lista describe distintos ejemplos de volumen desde 10-105  m³ hasta el tamaño del Universo, según diferentes estimaciones. Las páginas enlazadas en la columna de la derecha contienen una lista de volúmenes que son del mismo orden de magnitud (potencia de diez). Las filas de la tabla representan potencias de mil (103) cada vez mayores. (Nota: Los símbolos dam³ y el hm³ representan al decámetro cúbico y el hectómetro cúbicos, respectivamente. Los términos de la columna de la izquierda son una terminología común.)

## Ejemplos de volúmenes con diferentes órdenes de magnitud
| Factor ( m³ ) | Nombre                                   | Ejemplo |
| ------------- | ---------------------------------------- | --- |
| 10−105        | --                                       | 17,692 55 69946 ×10−105 m³ es el volumen de Planck |
| 10−45         | --                                       | Volumen de carga del protón (a partir de su radio de carga) (2,83×10−45 m³) Volumen clásico de un electrón (~9,36×10−44 m³) |
| 10−42         | --                                       | Volumen de un protón (~1.5×10−41 m³) |
| 10−33         | --                                       | Volumen de un átomo de hidrógeno (6.54×10-32 m³) |
| 10−21         | 1 attolitro                              | Volumen de un virus (biología) típico (5 attolitros, un billón de veces mayor que el átomo de hidrógeno) |
| 10−18         | 1 femtolitro                             | Volumen de un glóbulo rojo humano (90 femtolitros, 9×10−17 m³) |
| 10−15         | 1 picolitro                              | Un pequeño grano de arena (0.063 mm diámetro, 3 microgramos, 130 picolitros, casi un mayor de veces mayor que un virus) |
| 10−12         | 1 nanolitro                              | Un grano de arena mediano (0.5 mm diámetro, 1.5 miligramos, 62 nanolitros, 500 granos pequeños) |
| 10−9          | 1 microlitro (1 milímetro cúbico)        | Un grano de arena grande (2.0 mm diámetro, 95 miligramos, 4 microlitros, 64 granos medianos) |
| 10−6          | 1 mililitro (1 centímetro cúbico)        | 1 cucharada de te = 3.55 mL a 5 mL (unos 1000 granos de arena grandes) 1 cucharada = 14.2 mL a 20 mL |
| 10−3          | 1 litro (1 decímetro cúbico)             | 200 cucharaditas 1 cuarto EE. UU. = 0,95 litros; 1 cuarto Reino Unido = 1,14 litros |
| 100           | 1000 litros                              | Tanque de combustible de un avión de turbohélice para 12 pasajeros. contenedor de transporte de 20 pies = 28,0 m³ |
| 103           | 1000 metros cúbicos (1 millón de litros) | Un estanque de tamaño medio. Una piscina olímpica, 25 metros por 50 metros por 2 metros de profundidad, contiene más de 2,5 millones de litros. |
| 106           | 1 millón de metros cúbicos               | Aproximadamente el volumen bruto del edificio Taipei 101 Volumen de petróleo derramado en el blowout (derrame al perforar un pozo) más grande en la historia de EE. UU., el Gusher Lakeview en 1910 = 1,4 millones de litros = 1,4 millones de m³ |
| 109           | 1 kilómetro cúbico                       | Volumen de la Lago Mead (Presa Hoover) = 35,2 km³ Volumen de petróleo en la Tierra = ~300 km³ |
| 1012          | 1.000 kilómetros cúbicos                 | Volumen del Lago Superior = 12.232 km³ Volumen del Lago Baikal = 23.600 km³ |
| 1015          | --                                       | Volumen de hielo en Groenlandia = 2,6×1015 m³ |
| 1018          | --                                       | Volumen de agua en todos los océanos de la Tierra = 1,4×1018 m³ |
| 1021          | --                                       | Volumen de la Tierra = 1,083×1021 m³ |
| 1024          | --                                       | Volumen de Júpiter = ~1×1025 m³ |
| 1027          | --                                       | Volumen del Sol = ~1×1027 m³ |
| 1030          | --                                       | Volumen de una gigante roja con la misma masa que el Sol = ~5×1032 m³ |
| 1033          | --                                       | Volumen de Betelgeuse = ~2,75×1035 m³ |
| 1036          | --                                       | Volumen de la estrella Mu Cephei = 4 ×1036 m³ |
| 1039          | --                                       | Volumen de la heliosfera dentro de límite de terminación = 6 a 10 ×1039 m³ |
| 1042          | --                                       | |
| 1045          | --                                       | Volumen de la Nebulosa Stingray = ~1,7×1045 m³ Volumen de la brillante nebulosa interior de la Nebulosa Ojo de gato = ~2,7×1046 m³ 1 año-luz cúbico = 8,47×1047 m³ |
| 1048          | --                                       | Volumen de la Nube de Oort, asumiendo un radio de 50.000 UA, = ~1,7×1048 m³ Volumen de la Nebulosa Dumbbell = ~1,6×1049 m³ Volumen de la Nebulosa NGC 7635 en la Vía Láctea = ~4×1050 m³ |
| 1051          | --                                       | |
| 1054          | --                                       | Volumen de una pequeña nebulosa enana como NGC 1705 = ~3×1055 m³ Volumen de la Burbuja local, considerando un radio de 100 parsecs = ~3,3×1055 m³, aproximadamente 39 millones de años-luz cúbicos |
| 1057          | --                                       | Volumen de una galaxia enana como la Gran Nube de Magallanes = ~3×1058 m³, aproximadamente 35.000 millones de años-luz cúbicos |
| 1060          | --                                       | Volumen de una galaxia como la Vía Láctea = ~3,3×1061 m³, aproximadamente 39 billones de años-luz cúbicos. |
| 1063          | --                                       | |
| 1066          | --                                       | Volumen del Grupo local = ~5×1068 m³, aproximadamente 15 millones de veces mayor que la Vía Láctea. |
| 1069          | --                                       | Volumen del Vacío de Géminis = 6,7×1071 m³ o 20.000 millones de "volúmenes de la Vía Láctea". |
| 1072          | --                                       | Volumen del Vacío local = 1,2×1072 m³, aproximadamente 1,4×1024 años-luz cúbicos. o 3,6×1010 "volúmenes de la Vía Láctea" Volumen del Supercúmulo de Virgo = 3,5×1072 m³ Volumen del Vacío Sculptor = 1×1073 m³, aproximadamente 1,1×1025 años-luz cúbicos, o 3×1011 "volúmenes de la Vía Láctea" Volumen mínimo del Supervacío local meridional = 2×1073 m³, aproximadamente 2,2×1025 años-luz cúbicos, o 6×1011 "volúmenes de la Vía Láctea" |
| 1080          | --                                       | Volumen aproximado del Universo observable ~3.4 ×1080 m³ |
| 1081          | --                                       | El universo es al menos 21 veces mayor que el universo observable, aproximadamente 7 ×1081 m³, según el análisis WMAP |
| 10122         | --                                       | El límite inferior del tamaño del universo después de la inflación es de {\displaystyle 10^{10^{10^{122}}}} Mpc3 según se deduce de la propuesta de universo sin límite |